# Siegfried Scherer
Siegfried Scherer (* 7. April 1955 in Oberndorf am Neckar) war von 1991 bis 2021 Professor für Mikrobielle Ökologie an der Technischen Universität München in Freising-Weihenstephan und von 2003 bis 2013 geschäftsführender Direktor des Zentralinstituts für Lebensmittel- und Ernährungsforschung (ZIEL). Bis 2006 war er ehrenamtlicher Vorsitzender der evangelikalen Studiengemeinschaft Wort und Wissen, die eine auf der Bibel basierende Schöpfungslehre vertritt.

## Leben
Scherer studierte von 1974 bis 1979 Biologie, Chemie und Physik an der Universität Konstanz. 1977 legte er das Staatsexamen in Chemie und Physik ab, 1980 Diplom und Staatsexamen in Biologie. 1983 promovierte er im Fach Pflanzenphysiologie. Von 1983 bis 1988 war er Arbeitsgruppenleiter am Lehrstuhl für Physiologie und Biochemie der Pflanzen an der Universität Konstanz, 1984 erhielt er den Forschungspreis der Firma Byk. 1986 hatte er einen Forschungsaufenthalt für Feldforschungen in China und der Mongolei am Institute of Microbiology, Chinese Academy of Science, China, 1988–1989 war er Forschungsstipendiat des DAAD am Department of Biochemistry der Virginia Tech in Blacksburg, USA. 1989–1991 war er Habilitationsstipendiat der DFG an der Universität Konstanz. 1990 erreichte ihn der Ruf an die Technische Universität München. 1991 habilitierte er sich an der Fakultät für Biologie der Universität Konstanz in den Fächern Pflanzenphysiologie und Mikrobielle Ökologie.
1991 bekam er das Extraordinariat an der Technischen Universität München und wurde zum Direktor des Instituts für Mikrobiologie am Forschungszentrum für Milch und Lebensmittel (FML) Weihenstephan ernannt. Von 1997 war er Geschäftsführer des FML Weihenstephan.
2002 erreichte ihn der Ruf auf ein Ordinariat an der Veterinärmedizinischen Universität Wien, 2003 der Ruf auf den Lehrstuhl für Mikrobielle Ökologie am Department für Grundlagen der Biowissenschaften des Wissenschaftszentrums Weihenstephan der TU München.
2003 erhielt er den Lehrstuhl für Mikrobielle Ökologie und wurde zum Geschäftsführenden Direktor des Zentralinstituts für Ernährungs- und Lebensmittelforschung (ZIEL) der TU München ernannt. Die Studienfakultät für Biowissenschaften ehrte sein langjähriges Engagement für die Studenten durch einen „Gute-Lehre-Preis“.
Scherer forscht mit gentechnischen Methoden an Krankheitserregern in Lebensmitteln. Seine Arbeitsgruppe hat ein Verfahren entwickelt, um Verderbnis erregende Mikroorganismen in Lebensmitteln mit einem FT-IR-Spektrometer zu identifizieren und erhielt dafür 2005 den Preis der Arbeitsgemeinschaft industrieller Forschungsvereinigungen „Otto von Guericke“.
2016 verlieh der Milchindustrie-Verband den Milch-Wissenschaftlichen Innovationspreis um seine Forschungsleistung und deren Anwendung in der Prozessoptimierung von Molkereien zu würdigen.

## Aktivismus für Schöpfungsglauben und Kreationismus
Scherer gilt als einflussreicher Wortführer der Kreationisten und bekennt sich offen zum Schöpfungsglauben. Er räumt ein, naturwissenschaftliche Daten im Rahmen „seines“ Schöpfungsglaubens zu deuten, was „eine weltanschauliche Grenzüberschreitung, nicht Naturwissenschaft“ darstelle. Scherer versteht alle Menschen als Nachfahren von Adam und Eva und deutet den Tod als „Folge des Sündenfalls“.
Scherer war in mehreren kreationistischen Organisationen aktiv, übt aber zugleich Kritik am Kreationismus und lehnt etwa ein junges Alter der Erde und des Universums ab. Bis 2006 war er ehrenamtlicher Vorsitzender der evangelikalen Studiengemeinschaft Wort und Wissen, einer der wichtigsten Organisationen des Kreationismus in Deutschland. Bis 2003 war er Fellow des Discovery Institute (Seattle), einer der führenden Institutionen der Intelligent-Design-Bewegung.
Zusammen mit Reinhard Junker ist er Autor des umstrittenen Buches Evolution – ein kritisches Lehrbuch, das nirgendwo als Schulbuch zugelassen ist und etwa 40.000-mal verkauft wurde.
Der damalige Thüringer Ministerpräsident Dieter Althaus lobte „Das Kritische Lehrbuch“ und initiierte eine Einladung an Siegfried Scherer zum „Erfurter Dialog“ im Januar 2006, die erst nach heftiger öffentlicher Kritik zurückgezogen wurde. Die Kritik stammte unter anderem von der „AG Evolutionsbiologie“ des Verbands deutscher Biologen, die sich „in erster Linie mit religiös motivierter Evolutionskritik [auseinandersetzt], die von ausgewiesenen Biologen stammt und/oder im Umfeld organisierter fundamental-christlicher Gruppierungen (wie z. B. der Studiengemeinschaft Wort und Wissen) präsentiert wird“, von der Opposition im Thüringer Landtag sowie kritischen Berichten in den Medien. Althaus distanzierte sich anlässlich der
öffentlichen Empörung schließlich sowohl von Kreationismus als auch von „Intelligent Design“ und verurteilte die Aufnahme des christlichen Biologielehrbuches der Autoren Scherer und Junker in den Bestand thüringischer Schulbibliotheken.

## Auszeichnungen
- 2017: TUM-Preis für exzellente Lehre
- 2016: MIV-Innovationspreis (Verbindung von Grundlagen- und angewandter Wissenschaft)
- 2016: Otto-von-Guericke-Forschungspreis (Nachweis des Erbrechenstoxins Cereulid)
- 2007: Gute Lehre Preis der Studienfakultät Biowissenschaften
- 2005: Otto-von-Guericke-Forschungspreis (Diagnostik durch FTIR-Spektroskopie)

## Werke (in Auswahl)
- (mit Reinhard Junker): Evolution. Ein kritisches Lehrbuch, Weyel Lehrmittelverlag: Gießen, 7. aktualisierte und erw. Aufl. 2013, ISBN 978-3-92104-610-4
- Entstehung der Photosynthese. Grenzen molekularer Evolution bei Bakterien?, Reihe Studium Integrale, Hänssler. 1996, ISBN 3-7751-2661-9
- Was Darwin nicht wissen konnte (Diavortrag, ca. 71 min., Verfilmung: Fritz Poppenberg), Drei Linden Film 2003, ISBN 3936344345 (trailer)